# Pieter Hellendaal
Pieter Hellendaal, der Ältere, (* 1. April 1721 in Rotterdam; † 19. April 1799 in Cambridge) war ein niederländischer Komponist, Organist und Violinist.

## Leben
Schon nach kurzer künstlerischer Unterweisung berief man Hellendaal 1733 als Organisten an die St.-Nicolas-Kirche in Utrecht. Dieses Amt hatte er bis 1737 inne. Im selben Jahr noch trat er mit 16 Jahren eine Studienreise durch Italien an, welche bis 1743 dauerte.
Die Jahre 1740 bis 1742 verbrachte er in Padua, als Schüler von Giuseppe Tartini, einem der bedeutendsten Geiger seiner Zeit. Anschließend wirkte Hellendaal wieder einige Zeit in Holland. 1744 oder 1745 gab er zum ersten Mal ein Werk (Sechs Violin Sonaten) in Druck. Von 1749 bis 1751 studierte er Musik an der Universität Leiden.
1752 ging er nach London, wo er bald die Bekanntschaft von Georg Friedrich Händel machte. 1754 durfte er Händel bei der Aufführung von dessen Acis and Galatea zur Hand gehen. Von 1760 bis 1762 verdiente sich Hellendaal seinen Lebensunterhalt als Organist der St. Margaret’s Church in King’s Lynn (Norfolk).
1762 engagierte das Pembroke College der Universität Cambridge Hellendaal als Organisten. Er lebte und wirkte dort bis zu seinem Tod. 1777 betraute man ihn mit dem Amt des Organisten an der Peterhouse Chapel.
Hellendahl starb am 19. April 1799 im Cambridge, kurz nach seinem 78. Geburtstag.
In Hellendaals frühem musikalischem Werk ist der Einfluss Tartinis spürbar, welcher dann im Spätwerk durch Händel verdrängt wurde.
Hellendaals gleichnamiger Sohn Pieter Hellendaal (der Jüngere) (* um 1756 in London; † nach 1801) war Violinist und Klarinettist.

## Werke (Auswahl)
- 6 Sonaten für Violine und B. c. Op. 1 (Amsterdam, um 1745)
- 6 Sonaten für Violine und B. c. Op. 2 (Amsterdam, 1748)
- Six grand concerto, Op. 3  (London, 1758) - Huntigdon: King’s Music, 1991 Repr. d. Ausg.
- Six Solos für Violine und B. c. Op. 4 (London, 1777)
- 8 Sonaten für Cello und B. c. Op. 5
- Three Grand Lessons für Cembalo oder Fortepiano, Violine und Cello (um 1790, London)
- 11 Sonaten für Violine und B. c. (handschriftlich, Fitzwilliam Museum Cambridge)
- A collection of psalms and hymns for the use of parish churches (1793)